# Velký řád krále Tomislava
Velký řád krále Tomislava (chorvatsky: Velered kralja Tomislava), oficiálně Velký řád krále Tomislava se stuhou a jitřenkou (chorvatsky: Velered kralja Tomislava s lentom i Velikom Danicom) je nejvyšší státní vyznamenání Chorvatské republiky. Udílen je prezidentem Chorvatska zahraničním hlavám států za jejich přínos k zvýšení mezinárodní prestiže Chorvatska, stejně jako za úspěchy v rozvoji mezinárodních vztahů mezi Chorvatskem a jinými zeměmi.

## Historie
Řád byl založen dne 20. června 1992 a je udílen v jediné třídě. Pojmenován je po chorvatském králi Tomislavu I. Vzhled řádu byl navržen Mladenem Vežou a vyroben záhřebskou firmou Radionica primijenjenih umjetnosti. Dne 1. dubna 1995 byl status řádu upraven.

## Pravidla udílení
Je udílen prezidentem Chorvatska cizím státním příslušníkům za zásluhy o suverenitu Chorvatska, za mimořádný přínos k jeho mezinárodní reputaci a postavení či za velké úspěchy v rozvoji mezinárodních vztahů mezi Chorvatskem a ostatními zeměmi. Od roku 1995 je udílen striktně zahraničním hlavám států, v předchozím období mohl být udělen i jiným významným cizincům.

## Insignie
Řádový odznak má tvar stříbrného monogramu H uprostřed se zlatým kulatým medailonem o průměru 25 mm. V medailonu je reliéf panovníka sedící na trůnu. Postava krále má u sebe královské odznaky, jmenovitě korunu, žezlo a jablko. Po obou stranách trůnu jsou stylizovaná slunce. Motiv vyobrazený v medailonu je kopií reliéfu na křtitelnici v katedrále ve Splitu, který pravděpodobně zobrazuje jednoho z chorvatských vládců. Medailon je ohraničen kruhem s motivem lana.
Nad středovým medailonem je stříbrný státní znak Chorvatska. Svislá ramena monogramu zdobí trojitý ornament, který tvoří smyčky. V každém oku smyčky je vsazen červený korálek. Celkem je na každém rameni umístěno těchto korálků pět. Ve spodní části medailonu je třířadý stylizovaný starochorvatský ornament, uprostřed kterého je stylizované zobrazení slunce s dvanácti paprsky. Uprostřed slunce je zasazen červený korálek. Pod ornamentem jsou stylizované obilné klasy. Po stranách svislých ramen monogramu jsou stylizované vlny. Odznak je široký 60 mm a jeho výška je 66 mm. Na zadní straně odznaku je vyražen nápis KRALIJ TOMISLAV (král Tomislav), který lemuje nápis REPUBLIKA HRVATSKA (Chorvatská republika). Ke stuze je odznak zavěšen na kroužku o průměru 7 mm.
Řádová hvězda má průměr 100 mm a je vyrobena ze stříbra. Tvoří ji osm kratších a osm delších stříbrných paprsků, mezi nimiž jsou paprsky pozlacené. Uprostřed hvězdy je kulatý medailon o průměru 32 mm. Motiv v medailonu se shoduje s motivem v medailonu řádového odznaku. Na zadní straně je stříbrná jehla, která slouží k připnutí hvězdy k oděvu.
Stuhu tvoří tři stejně široké pruhy v barvě červené, bílé a modré, což odpovídá barvám státní vlajky. Červeným a modrým pruhem navíc probíhají dva úzké žluté pruhy, každý o šířce 19 mm. Stuha z hedvábného moaré je široká 80 mm a její délka je 1960 mm.